# Villa Navarra
Villa Navarra è una villa che ingloba la torre di Parisina, una delle Delizie estensi situata nel territorio di Gualdo, frazione di Voghiera in provincia di Ferrara. Le prime strutture dell'edificio risalgono almeno al XV secolo.

## Storia

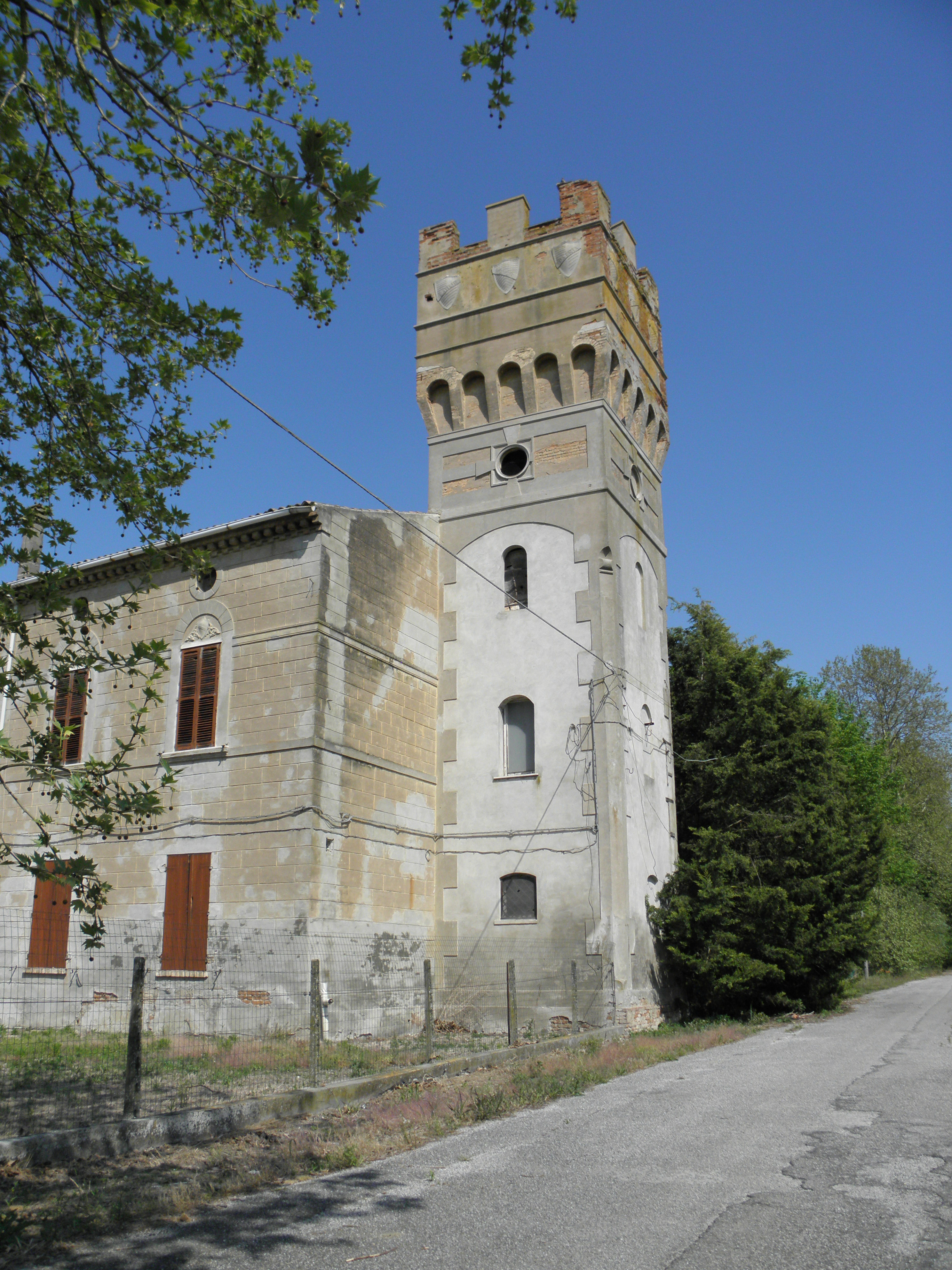
Torre di Parisina

Appare verosimile che la torre di Gualdo fosse tra le proprietà di Parisina Malatesta e quindi sia appartenuta alla sua famiglia, essendo figlia del signore di Cesena Andrea Malatesta. Parisina fu la seconda sposa di Niccolò III d'Este, molto più giovane del maturo sposo. Dopo la tragica vicenda che coinvolse la Malatesta ed il figlio del marchese, Ugo, scoperti amanti e fatti decapitare da Nicolò III, sembra che la proprietà fosse restituita al signore di Cesena, verso il 1425. Secondo altre fonti la torre entrò invece a far parte della dote della figlia di Niccolo Margherita quando sposò Galeotto Roberto Malatesta nel 1427.
Per un certo periodo non si hanno fonti storiche certe relative alla struttura che venne sicuramente ampliata sino a raggiungere le dimensioni che ci sono pervenute. Durante il XIX secolo appartenne alla famiglia dei ricchi commercianti Navarra. L'ultimo rappresentante della famiglia, Francesco Navarra, creò una fondazione e lasciò la proprietà dell'immobile a tale fondazione.

## Descrizione
L'edificio è in stile neo-eclettico. La parte storicamente più importante e interessante è la torre, chiamata torre di Parisina, che si alza di lato alla villa ed è riconoscibile dalla caratteristica merlatura.